# Richard Christopher Carrington
Richard Christopher Carrington (Chelsea, 26 de maio de 1826 — Waverley (Surrey), 27 de novembro de 1875) foi um astrônomo amador britânico.

## Prémios e honrarias
- 1859: Medalha de Ouro da Royal Astronomical Society[1]
- 1864: Prêmio Lalande
- 1935: Cratera lunar Carrington

Em 1 de setembro de 1859 o astrônomo inglês Richard Carrington estava em seu observatório particular, em Redhill, quando observou um fenômeno que mudaria a forma como vemos o Sol. Pelo seu telescópio, o pesquisador notou um forte brilho na nossa estrela, como nunca havia sido visto. Dias depois, a Terra sofreu aquela que talvez tenha sido a mais poderosa tempestade geomagnética já registrada, e Carrington havia descoberto as erupções solares.
Richard Carrington nasceu em 26 de maio de 1826. Era filho de um cervejeiro abastado que queria que o rebento seguisse a vida religiosa. Contudo, o jovem inglês, após terminar os estudos no Trinity College, acabou por trabalhar no observatório da Universidade de Durham. Em 1852, decepcionado com a incapacidade do local de conseguir novos equipamentos, decidiu largar o emprego e usar o dinheiro da família para comprar um prédio no qual colocou um telescópio de última geração e contratou um assistente.
Desenho de 1º de setembro de 1859 é o primeiro registro de erupções solares Foto: Wikimedia
Desenho de 1º de setembro de 1859 é o primeiro registro de erupções solares
Foto: Wikimedia
O observatório particular foi acabado somente em 1854. A princípio, ele se dedicou a catalogar estrelas - trabalho pelo qual recebeu a medalha de ouro da Royal Astronomical Society em 1859. Mas o Sol também ficou na mira de seu telescópio.
O Evento de Carrington
Foi no mesmo ano que recebeu a medalha, mais exatamente em 1º de setembro de 1859, que Carrington fez sua maior descoberta. O britânico coletava dados com seu telescópio. Como não poderia olhar diretamente para o Sol pelas lentes - o que seria extremamente perigoso sem um filtro adequado -, ele projetava a imagem da estrela em uma tela branca. Anotava tudo que podia, principalmente sobre as manchas solares, um de seus objetos de estudo favorito.
Naquele dia, enquanto coletava dados das manchas, ele registrou pontos intensamente brilhantes no Sol. O brilho rapidamente ficou mais intenso, tanto que ele chegou a pensar que havia luz penetrando em algum buraco da tela, mas como os pontos se moveram junto com as manchas solares, ele descobriu que realmente saíam do Sol. 
Explosão de material solar é registrada nesta erupção proeminente, em imagem divulgada pela Nasa em maio Foto: Nasa / Divulgação
Conheça os perigos de uma tempestade geomagnética
Foto: Nasa / Divulgação
Carrington tentou chamar alguém para que testemunhasse com ele o fenômeno, mas, quando voltou - segundo ele, cerca de 60 segundos depois -, se surpreendeu ao ver que o brilho havia diminuído. O que ele havia visto era uma erupção solar, a primeira e maior já registrada. O que veio a seguir foi ainda mais surpreendente - e ganhou o nome de Evento de Carrington.
Telégrafos em chamas e show nos céus
Cerca de 18 horas depois, o planeta foi atingido por aquela que pode ter sido a maior tempestade eletromagnética já registrada. Agulhas de bússolas "enlouqueceram". Não havia rede elétrica na época - que costuma ser afetada por erupções solares -, mas os operadores de telégrafos sentiram o impacto. A comunicação cessou, alguns deles levaram choques nas máquinas e fagulhas fizeram com que o papel em alguns desses aparelhos pegasse fogo. Conversas trocadas entre os operadores dessas máquinas indicam que elas continuavam funcionando, mesmo sem bateria, somente com a força da tempestade.
No céu, as auroras boreal e austral foram um espetáculo à parte - e chegaram inclusive ao Caribe. Tudo resultado de um gigantesco choque das partículas do Sol com a magnetosfera da Terra. Em Boston, nos Estados Unidos, a imprensa local relata que moradores achavam que ocorria um grande incêndio na cidade, já que o céu estava vermelho. Foi somente quando a cor mudou para verde que os habitantes notaram do que se tratava. Os cientistas então descobriram a relação entre a erupção solar e as auroras e os estranhos eventos que ocorreram no nosso planeta.
Carrington divide a descoberta com Richard Hodgson, que, de forma independente, também avistou e registrou as erupções. Os dois publicaram o relato no mesmo jornal científico, o Monthly Notices of the Royal Astronomical Society (em inglês).
Com informações da Nasa e da Administração Oceânica e Atmosférica Nacional dos Estados Unidos (NOAA, na sigla em inglês).

## Obras
- Redhill Catalogue. Londres (1857)
- Observations of the spots on the sun. Londres (1963)